# Рачинский, Александр Константинович
Алекса́ндр Константи́нович Рачи́нский (30 июля 1867, село Рубанка, Конотопский уезд, Черниговская губерния —1941) — черниговский губернский предводитель дворянства, камергер, товарищ министра народного просвещения в 1915—1917 годах. Действительный статский советник (1915).

## Биография
Происходил из дворянского рода Смоленской губернии Рачинских. Крупный землевладелец (родовые 5000 десятин в Смоленской губернии, 1200 десятин в Тамбовской губернии, а также 1200 десятин при селе Рубанке Конотопского уезда Черниговской губернии).
Сын директора Московского сельскохозяйственного института Константина Александровича Рачинского. После смерти матери с десятилетнего возраста воспитывался тёткой Варварой Александровной Рачинской.
Окончил 5-ю московскую классическую гимназию и юридический факультет Московского университета (1892).
С 1892 года младший сверхштатный чиновник особых поручений при эстляндском губернаторе. В том же году был назначен старшим чиновником особых поручений, а в 1893 году — директором Эстляндского губернского о тюрьмах комитета.
Выйдя в отставку в 1895 году, посвятил себя общественной деятельности и сельскому хозяйству. Почетный мировой судья Конотопского уезда (1896—1904), попечитель Конотопской гимназии и земской больницы (1898). В 1902 году был избран Конотопским уездным, а в 1911 году — Черниговским губернским предводителем дворянства, в каковой должности пробыл до 1915 года. Председатель Черниговской губернской ученой архивной комиссии (1909—1915). В 1911 году пожалован в камергеры.
В 1905 году вошёл в Совет учредителей Всероссийского союза землевладельцев. Участвовал в съездах Объединенного дворянства, входил в его Постоянный совет. В 1912—1915 годах состоял уполномоченным Главного комитета Всероссийского земского союза помощи больным и раненым воинам.
12 октября 1912 года избран членом Государственного совета от дворянских обществ на место выбывшего Я. А. Ушакова. Входил в правую группу. Состоял членом нескольких особых комиссий по законопроектам Министерства народного просвещения. 1 января 1915 года произведен в действительные статские советники «за отличие». 3 апреля 1915 года назначен товарищем министра народного просвещения, в связи с чем отказался от звания члена Государственного совета. Занимал должность товарища министра до 3 января 1917 года. Из наград имел ордена св. Владимира 4-й степени (1908) и св. Станислава 2-й (1904) и 1-й (1916, вне правил) степеней. В 1917 году был избран членом Поместного собора Православной церкви от мирян Черниговской епархии, участвовал в 1-й сессии, член V, VI отделов.
В советское время зарабатывал переводами. В октябре 1919 года был арестован в Москве. 1 марта 1920 года освобождён, однако уже 22 марта вновь арестован по делу «Тактического центра» и заключен в Таганскую тюрьму, где был воспитателем малолетних преступников. 20 августа того же года был приговорен к 3 годам ссылки и отправлен в город Киржач Владимирской губернии. 13 октября 1930 года арестован там же, в следующем году был приговорен к 5 годам ИТЛ и отправлен в Карлаг. В мае 1932 года приговор был заменен высылкой с ограничением проживания. С августа 1932 года находился в городе Сенгилее Средне-Волжского края, откуда обращался за помощью в Помполит.
Летом 1941 года вновь арестован, скончался во время этапа.

## Семья
Был женат на Наталье Анатольевне Мамонтовой (1868—28 июня [11 июля] 1906), а затем на её младшей сестре Прасковье (1873—1945).

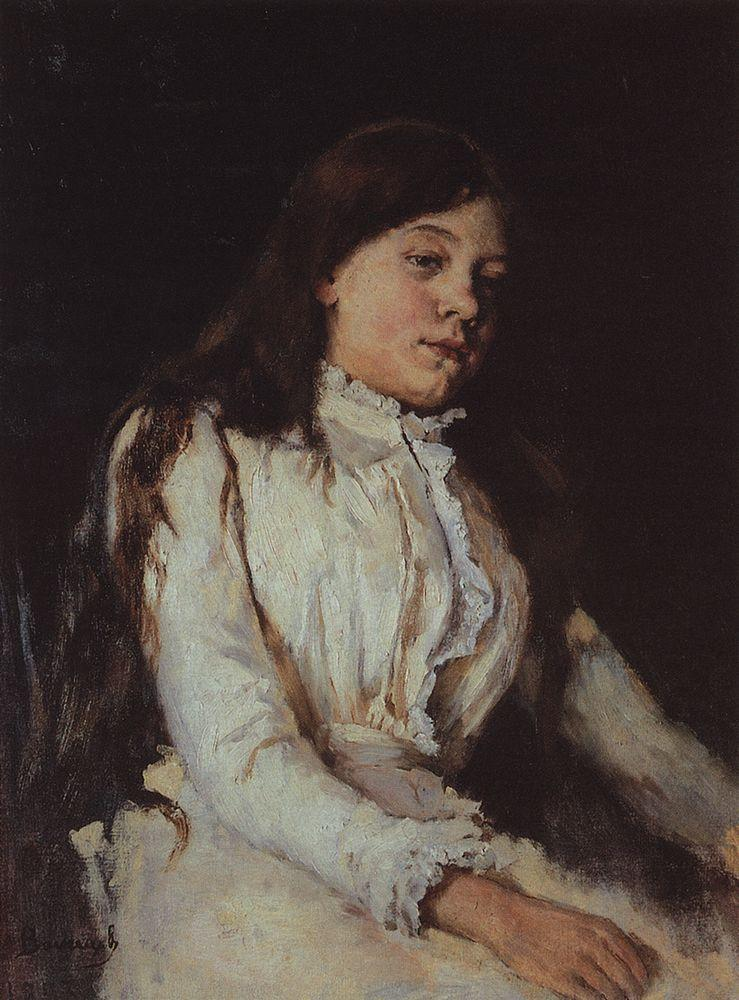
Наталья на портрете Васнецова
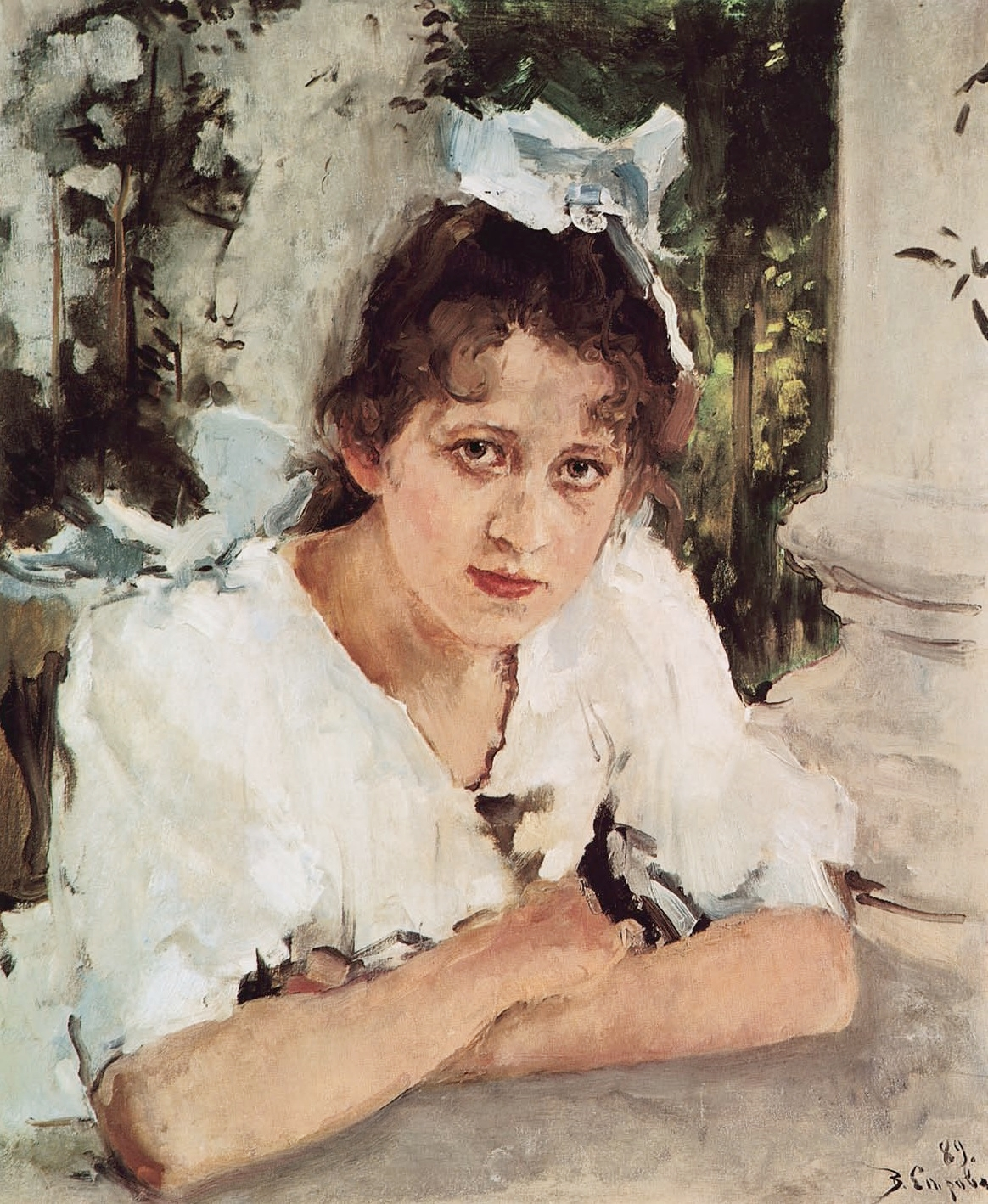
Прасковья на портрете Серова

## Труды
- Предисловие // Лукомский В. Малороссийский гербовник. СПб., 1914. С. I—XXV.
- Сберегательное дело. История его развития и современное состояние в главнейших странах мира. — М., 1928.

переводы с немецкого:
- Стаут Дж. Ф. Аналитическая психология. М.-Пг., 1923 (2-е изд.).
- Катти Н. Очерк современной педагогической теории и её применение. Л., 1924.
- Паркер С. Ч. Общие методы обучения в начальных школах. М., 1930 (4-е изд.).
- Клаузевиц, Карл О войне. — 3-е изд. — М.: Гос. воен. изд-во, 1936. — в 2 томах.
- Клаузевиц, Карл 1812 год / Клаузевиц; Пер. с нем. А. К. Рачинского и М. П. Протасова под редакцией комдивов А. А. Свечина и С. М. Белицкого. — М.: Воениздат, 1937.